# Eveline Widmer-Schlumpf
Eveline Widmer-Schlumpf (født 16. marts 1956) er en schweizisk politiker. Hun har siden 2008 siddet i Forbundsrådet og repræsenterer Bürgerlich-Demokratische Partei Schweiz.
Widmer-Schlumpf er datter af tidligere forbundsrådsmedlem Leon Schlumpf. Hun er uddannet jurist fra Universitetet i Zürich.